# Santo Domingo-Caudilla
Santo Domingo-Caudilla é um município da Espanha na província de Toledo, comunidade autónoma de Castilla-La Mancha, de área 54 km² com população de 801 habitantes (2006) e densidade populacional de 14,70 hab/km².

## Demografia
| Variação demográfica do município entre 1991 e 2004 | Variação demográfica do município entre 1991 e 2004 | Variação demográfica do município entre 1991 e 2004 | Variação demográfica do município entre 1991 e 2004 |
| --------------------------------------------------- | --------------------------------------------------- | --------------------------------------------------- | --------------------------------------------------- |
| 1991                                                | 1996                                                | 2001                                                | 2004                                                |
| 796                                                 | 790                                                 | 762                                                 | 790                                                 |